# 자셈 가베르
자셈 가베르 압둘살람(아랍어: جاسم جابر عبد السلام, Jassem Gaber Abdulsallam, 2002년 2월 20일 ~ )은 카타르의 축구 선수로, 현재 카타르 스타스 리그의 알아라비와 카타르 축구 국가대표팀에서 수비수로 뛰고 있다.